# Campeonato Mundial de Gimnasia Rítmica de 2001

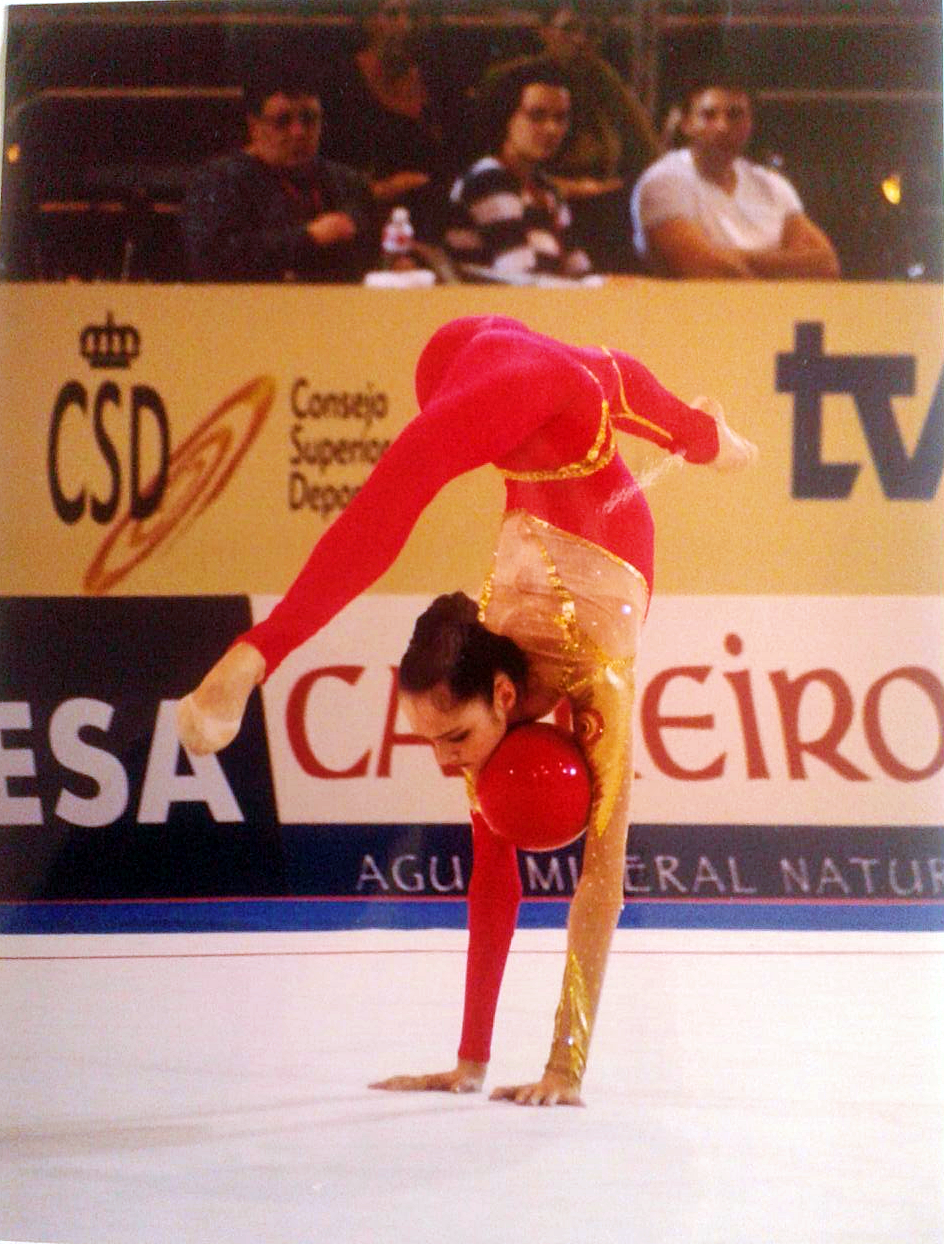
Anna Bessonova en el Mundial de Madrid.

El XXIV Campeonato Mundial de Gimnasia Rítmica se celebró en Madrid (España) entre el 17 y el 20 de octubre de 2001 bajo la organización de la Federación Internacional de Gimnasia (FIG) y la Real Federación Española de Gimnasia.

## Incidencias
Aunque inicialmente las gimnastas rusas Alina Kabáyeva e Irina Cháshchina se hicieron con el oro y plata de la general respectivamente, entre otras medallas, los positivos por furosemida de ambas en los Goodwill Games en agosto de 2001, provocaron que fueran sancionadas un año y desposeídas de los resultados conseguidos en meses posteriores, incluyendo las medallas del Mundial de Madrid. Posteriormente se confirmó otro positivo de Cháshchina, esta vez en los propios Mundiales de Madrid.

## Resultados
| Evento                        | Oro                                        | Plata                                  | Bronce                                  |
| ----------------------------- | ------------------------------------------ | -------------------------------------- | --------------------------------------- |
| Concurso completo ind.        | Tamara Yerofeyeva · Ucrania · 106,225 pts. | Simona Peycheva Bulgaria 106,150 pts.  | Anna Bessonova · Ucrania · 103,575 pts. |
| Cuerda                        | Tamara Yerofeyeva · Ucrania · 26,025       | Simona Peycheva Bulgaria 25,950        | Anna Bessonova · Ucrania · 25,700       |
| Aro                           | Simona Peycheva Bulgaria 26,175            | Anna Bessonova · Ucrania · 25,900      | Tamara Yerofeyeva · Ucrania · 25,700    |
| Mazas                         | Simona Peycheva Bulgaria 27,275            | Elena Tkachenka · Bielorrusia · 25,725 | Tamara Yerofeyeva · Ucrania · 25,600    |
| Pelota                        | Simona Peycheva Bulgaria 26,625            | Anna Bessonova · Ucrania · 26,100      | Tamara Yerofeyeva · Ucrania · 25,700    |
| Concurso completo por equipos | Ucrania · 258,875                          | Bielorrusia · 254,500                  | Bulgaria 253,975                        |

## Medallero
| Núm. | País        | Oro | Plata | Bronce | Total |
| ---- | ----------- | --- | ----- | ------ | ----- |
| 1    | Ucrania     | 3   | 2     | 5      | 10    |
| 2    | Bulgaria    | 3   | 2     | 1      | 6     |
| 3    | Bielorrusia | 0   | 2     | 0      | 2     |